# Holger Schulze

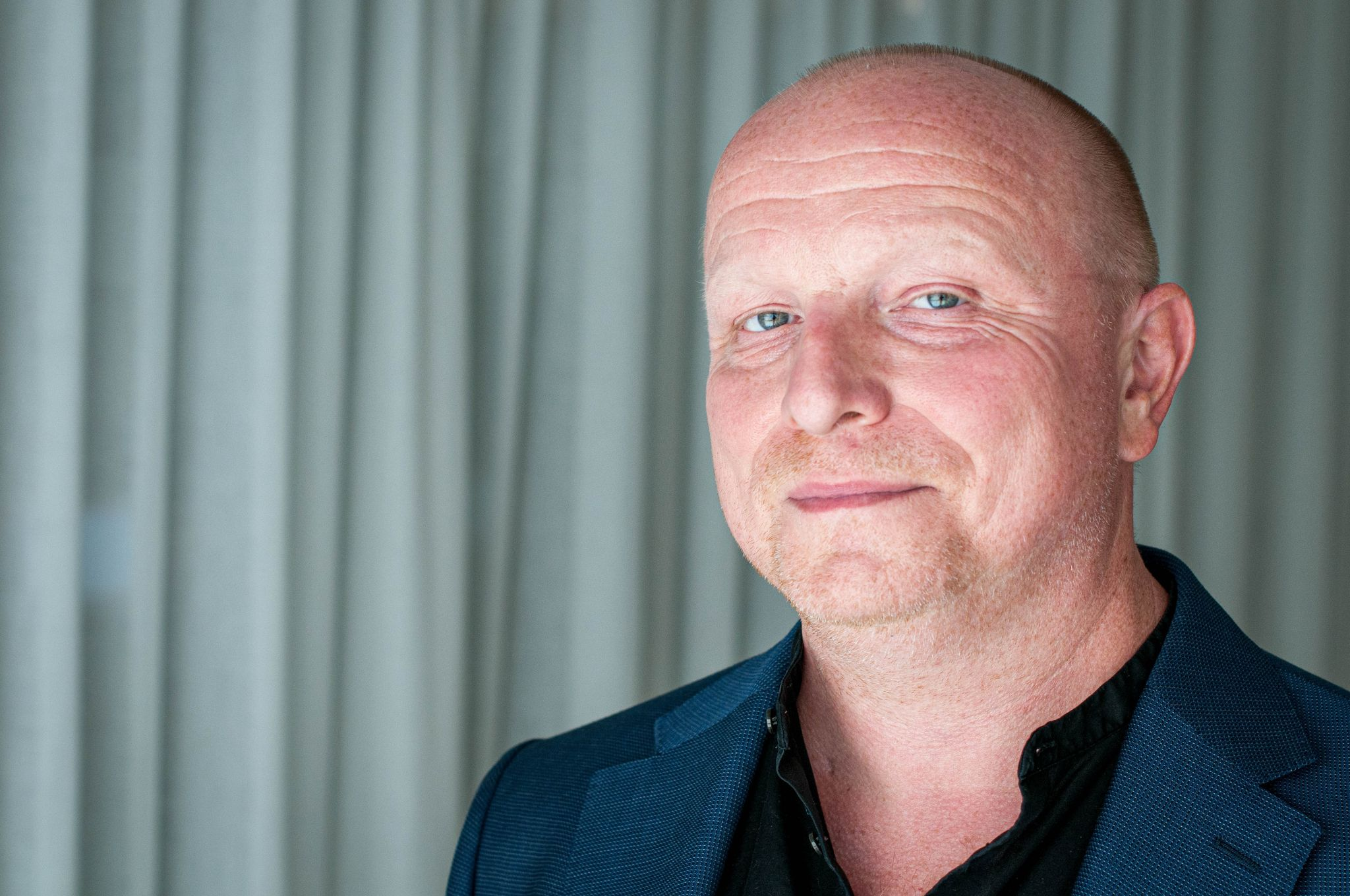
Holger Schulze (2019)

Holger Schulze (* 1970) ist ein deutscher Kultur- und Medienwissenschaftler. Er ist Professor für Musikwissenschaft an der Universität Kopenhagen.

## Leben
Holger Schulze studierte Komparatistik, Theater- und Medienwissenschaft sowie Philosophie in Erlangen. Mit einer komparatistischen Dissertation zur Literatur-, Musik- und Kunstgeschichte der Aleatorik wurde er 1998 an der Friedrich-Alexander Universität Erlangen-Nürnberg promoviert und habilitierte sich 2007 mit einer Arbeit zum Verhältnis von Intimität und Medialität im Fach Kulturwissenschaft an der Universität der Künste Berlin.
Schulze hielt Vorträge an der vom Berliner Designer und Konzeptkünstler Rafael Horzon gegründeten Wissenschaftsakademie Berlin und schrieb später darüber in seinem Buch Heuristik (2005). Er war Mitbegründer und von 2006 bis 2009 erster Leiter des Studiengangs Sound Studies an der Universität der Künste Berlin sowie Gastprofessor für Klanganthropologie und Klangökologie. Seit 2008 ist er Herausgeber der Buchreihe Sound Studies im transcript Verlag. Er war Gastprofessor an der Musashino Art University Tokyo, der University of New South Wales Sydney, der Humboldt-Universität zu Berlin und der Leuphana Universität Lüneburg sowie Lektor an der Leopold-Franzens-Universität Innsbruck. Er war Gastforscher am Nordic Research Network for Sound Studies und am Exzellenzcluster Bild Wissen Gestaltung der Humboldt-Universität zu Berlin sowie Gründungsmitglied und stellvertretender Vorsitzender der European Sound Studies Association.
Von 2010 bis 2016 leitete er das internationale DFG-Netzwerk Sound in Media Culture sowie zwischen 2011 und 2017 das DFG-Projekt Funktionale Klänge an einem neugegründeten Sound Studies Lab. Seit 2014 ist er Professor für Musikwissenschaft an der Universität Kopenhagen.

## Publikationen
- Das aleatorische Spiel. Erkundung und Anwendung der nichtintentionalen Werkgenese im 20. Jahrhundert. Fink, München 2000. ISBN 978-3-7705-3472-2.
- Heuristik. Theorie der intentionalen Werkgenese. transcript, Bielefeld 2005. ISBN 978-3-89942-326-6.
- (Hrsg.) Sound Studies: Traditionen – Methoden – Desiderate. Eine Einführung transcript, Bielefeld 2008. ISBN 978-3-89942-894-0.
- Intimität und Medialität. Eine Anthropologie der Medien. Avinus, Berlin 2012. ISBN 978-3-86938-040-7.
- (Hrsg.) Situation und Klang. Zeitschrift für Semiotik 34 (2012), H.1-2. Stauffenberg, Tübingen 2012. ISBN 978-3-86057-918-3.
- Gespür. Eine Einzelstimmung (Kleiner Stimmungs-Atlas in Einzelbänden, Bd. 9; hg. von Jan-Frederik Bandel & Nora Sdun) Textem, Hamburg 2014. ISBN 978-3-941613-89-8.
- Adventures in Sound I-III: Eine Forschungsreise zu Gestaltern, Klangkünstlern und Wissenschaftlern, Deutschlandradio, Berlin 2011–2014.
- American Progress. Nerdkultur, akrobatische Komik und Commedia dell'arte (Reihe Serienkulturen: Analyse – Kritik – Bedeutung, hg. von Marcus S. Kleiner) Springer VS, Wiesbaden 2016. ISBN 978-3-658-09134-7.
- (Hrsg.) Anthropology of Sound. The Senses & Society 11 (2016), No. 1. Routledge, London 2016.
- Sound as Popular Culture. A Research Companion (hg. mit Jens Gerrit Papenburg) The MIT-Press, Cambridge/Mas. 2016. ISBN 978-0-262-03390-9.
- The Sonic Persona. An Anthropology of Sound Bloomsbury Press, New York 2018. ISBN 978-1-5013-0548-1.
- Was erzählt Pop? (hg. mit Thomas Düllo, Florian Hadler) LIT Verlag Münster 2018. ISBN 978-3-643-13804-0.
- Sound Works. A Cultural Theory of Sound Design Bloomsbury Press, New York 2019. ISBN 978-1-5013-3022-3.
- Sonic Fiction. Bloomsbury Press, New York 2020. ISBN 978-1-5013-3481-8.
- The Bloomsbury Handbook of Sound Art (hg. mit Sanne Krogh Groth) Bloomsbury Press, New York 2020. ISBN 978-1-5013-3881-6.
- Ubiquitäre Literatur. Eine Partikelpoetik (= Fröhliche Wissenschaft. Band 161) Matthes & Seitz, Berlin 2020. ISBN 978-3-95757-873-0.
- The Bloomsbury Handbook of the Anthropology of Sound. Bloomsbury Press, New York 2021. ISBN 978-1-5013-3542-6.